# Фанг, Лори
Лори Фанг Мефорст (англ. Lori Fung Methorst, кит. упр. 馮黎明, палл. Фэн Лимин (Фунг Лаиминг), род. 21 февраля 1963 года в Ванкувере, Канада) — первая олимпийская чемпионка по художественной гимнастике в истории Летних Олимпийских игр.

## Биография
Родилась в Ванкувере и начала заниматься гимнастикой в 70-е годы, тренируясь по шесть часов каждый день. В 1982 году она стала чемпионом Канады по художественной гимнастике.
В ответ на бойкот московской Олимпиады 1980 многие социалистические страны не прислали своих спортсменов на Олимпиаду-1984, проводившуюся в Лос-Анджелесе, из-за формального предлога — по соображениям безопасности. В отсутствие сильнейших спортсменок из СССР и Болгарии первое место в индивидуальном первенстве по художественной гимнастике заняла 21-летняя Лори Фанг.
23 декабря 1985 Лори была включена в зал славы спортсменов Канады. Планировала участвовать в Олимпиаде-1988, но завершила свою карьеру в связи с заболеванием тендинитом.
Впоследствии Лори Фанг была в разные годы тренером национальных сборных Канады, США и Мексики по художественной гимнастике.
В настоящее время директор и тренер клуба Elite Rhythmic Gymnastics в Британской Колумбии.
Принимала участие в съёмках фильма 2004 года «Женщина-Кошка».
Замужем за Дином Мефорстом, имеет трех сыновей.